# 臺灣家蠊
是臺灣特有的蜚蠊科家蠊屬物種，分布於低海拔山區。雄蟲體長約23毫米。